# Love and Kisses
Love and Kisses et det internationale debutstudiealbum af den australske sangerinde Dannii Minogue. Det blev udgivet af MCA Records den 3. juni 1991 i Storbritannien. Albummet er den internationale version af Minogues originale australske debutalbum Dannii med yderligere to sange og nye mixer.

## Sporliste
| Nr. | Titel                                      | Writer(s)                                   | Længde |
| --- | ------------------------------------------ | ------------------------------------------- | ------ |
| 1.  | "Love and Kisses" (Dancin' Danny D 7" Mix) | Alvin Moody                                 | 3:37   |
| 2.  | "$ucce$$" (Bruce Forest 7" Mix)            | Dannii Minogue, Moody                       | 3:40   |
| 3.  | "So Hard to Forget"                        | Trevor Gale, Kenni Hairston                 | 5:14   |
| 4.  | "Party Jam" (Edit)                         | Vincent Bell, Eric Isles, Moody             | 3:35   |
| 5.  | "Attitude"                                 | Moody                                       | 5:08   |
| 6.  | "Work"                                     | Bell, Isles, Moody                          | 4:26   |
| 7.  | "Jump to the Beat"                         | Narada Michael Walden, Lisa Walden          | 4:04   |
| 8.  | "Call to Your Heart" (Edit)                | Tony Adderly, Moody                         | 5:32   |
| 9.  | "I Don't Wanna Take This Pain"             | Bell, Isles, Moody                          | 4:51   |
| 10. | "Love Traffic"                             | Kylie Minogue, Moody                        | 5:59   |
| 11. | "Baby Love"                                | Stephen Bray, Mary Kessler, Regina Richards | 4:41   |
| 12. | "True Lovers" (Dancin' Danny D 7" Mix)     | Bell, Moody                                 | 4:34   |

## Hitlister

### Ugentlige hitlister
| Hitliste (1991)                  | Placering |
| -------------------------------- | --------- |
| Storbritannien (OCC)             | 8         |
| Europa (European Top 100 Albums) | 40        |

### Årsafslutninge hitlister
| Hitliste (1991)      | Placering |
| -------------------- | --------- |
| Storbritannien (OCC) | 90        |

## Udgivelsehistorie
| Land           | Udgivet          | Format    | Katalognummer |
| -------------- | ---------------- | --------- | ------------- |
| Storbritannien | juni 1991        | CD        | MCAD10496     |
| Japan          | juni 1991        | Kassette  | MCC10340      |
| Japan          | 1991             | CD        | ALCB-352      |
| Taiwan         | 1991             | CD        | MCD10340      |
| USA            | 1991             | CD        | MCAD10467     |
| Storbritannien | 7. december 2009 | Deluxe CD | PALARE003CD   |

## DanniiogParty Jam
Dannii er det originale debutalbum af den australske sangerinde Dannii Minogue. Det blev udgivet af Mushroom Records i oktober 1990 kun til det australske marked. Albummet blev udgivet i Japan af Alpha Records i april 1991 til det japanske marked under titlen Party Jam.

### Sporliste
| Nr. | Titel                            | Writer(s)                             | Længde |
| --- | -------------------------------- | ------------------------------------- | ------ |
| 1.  | "Party Jam"                      | Vincent Bell, Eric Isles, Alvin Moody | 4:58   |
| 2.  | "Call to Your Heart"             | Tony Adderly, Moody                   | 6:00   |
| 3.  | "So Hard to Forget"              | Trevor Gale, Kenni Hairston           | 5:15   |
| 4.  | "Love and Kisses" (Original mix) | Moody                                 | 3:44   |
| 5.  | "Work"                           | Bell, Isles, Moody                    | 4:26   |
| 6.  | "Love Traffic"                   | Kylie Minogue, Moody                  | 5:59   |
| 7.  | "Success" (Original mix)         | Dannii Minogue, Moody                 | 5:32   |
| 8.  | "I Don't Wanna Take This Pain"   | Bell, Isles, Moody                    | 4:51   |
| 9.  | "Attitude"                       | Moody                                 | 5:08   |
| 10. | "True Lovers" (Original mix)     | Bell, Moody                           | 4:23   |

### Hitlister
| Hitliste (1990)          | Placering |
| ------------------------ | --------- |
| Australien (ARIA Charts) | 24        |

### Udgivelsehistorie
| Land       | Udgivet      | Format   | Katalognummer |
| ---------- | ------------ | -------- | ------------- |
| Australien | oktober 1990 | CD       | TVD93333      |
| Australien | oktober 1990 | LP       | TVT93333      |
| Australien | oktober 1990 | Kassette | TVC93333      |